# كيفن جريفيوكس
كيفن جريفيوكس (بالإنجليزية: Kevin Grevioux)‏ هو كاتب وكاتب سيناريو وكاتب خيال علمي وممثل أمريكي، ولد في 9 أكتوبر 1973 بشيكاغو في الولايات المتحدة.

## أعمال

### أفلام
- (1994) القناع[5]
- (1995) باتمان للأبد[6][7][8]
- (2000) ملائكة تشارلي[9]
- (2001) كوكب القردة[10][11][12]
- (2003) العالم السفلي[13]
- (2006)  تطور[14]
- (2009)  صعود الليكانز[15][16]
- (2009) عرض الزواج[15][17]
- (2014) أنا

### مسلسلات
- آنجل

## وصلات خارجية
- كيفن جريفيوكس على موقع IMDb (الإنجليزية)
- كيفن جريفيوكس على موقع ألو سيني (الفرنسية)
- كيفن جريفيوكس على موقع أول موفي (الإنجليزية)
- كيفن جريفيوكس على موقع قاعدة بيانات الأفلام السويدية (السويدية)
- كيفن جريفيوكس على موقع قاعدة بيانات الفيلم (الإنجليزية)
- كيفن جريفيوكس على موقع كينوبويسك (الروسية)